# Kosmos 2506
Kosmos 2506, ruski elektrooptički izviđački satelit iz programa Kosmos. Vrste je Persona (Persona-1 br. 3). 
Lansiran je 23. lipnja 2015. godine s kozmodroma Pljesecka s mjesta 43/4. Lansiran je u nisku orbitu oko planeta Zemlje raketom nosačem Sojuz-2.1b. Orbita mu je 706 km u perigeju i 725 km u apogeju. Orbitne inklinacije je 98,30°. Spacetrackov kataloški broj je 40699. COSPARova oznaka je 2015-029-A. Zemlju obilazi u 99,09 minuta. 
Ima laserski komunikacijski terminal za prijenos podataka preko relejnih satelita Luč 5B i Luč/Olimp-K.
Mase je veće od 7000 kg. Napaja se iz razmjestivih solarnih panela i baterija.
Iz misije je blok-I 14S54 vratio se u atmosferu.

## Vanjske poveznice
- N2YO.com Search Satellite Database (engl.)
- Celes Trak SATCAT Format Documentation (engl.)
- Kunstman  Arhivirana inačica izvorne stranice od 12. kolovoza 2019. (Wayback Machine) Satellites in Orbit (engl.)